# Wikstroemia lamatsoensis
Wikstroemia lamatsoensis är en tibastväxtart som beskrevs av Hamaya. Wikstroemia lamatsoensis ingår i släktet Wikstroemia och familjen tibastväxter. Inga underarter finns listade i Catalogue of Life.